# Willy Sørensen (roer)
Willy Nicolaj Holm Sørensen (3. marts 1904 - 9. juli 1981) var en dansk roer fra Frederiksberg. Han var medlem af Københavns Roklub i Sydhavnen.
Sørensen deltog i otter ved OL 1928 i Amsterdam, første gang Danmark stillede op i roning ved OL. Bådens øvrige besætning bestod af Svend Aage Grønvold, Ernst Friborg Jensen, Knud Olsen, Georg Sjøht, Bernhardt Møller Sørensen, Sigfred Sørensen, Carl Schmidt og styrmand Harry Gregersen. Danskerne blev i 1. runde besejret med 5,8 sekunder af de senere bronzevindere fra Canada, inden de roede et opsamlingsheat uden andre deltagere. I 2. runde tabte danskerne med hele 13,4 sekunder til de senere guldvindere fra USA og var dermed ude af konkurrencen.
Sørensen vandt desuden en EM-bronzemedalje i otter ved EM 1930 i Liège, Belgien og en sølvmedalje i samme disciplin ved EM 1934 i Luzern.